# الیتاگتاگ، باتانگاس
الیتاگتاگ، باتانگاس (به لاتین: Alitagtag, Batangas) یک سکونتگاه مسکونی در فیلیپین است که در باتانگا واقع شده‌است.

## خصوصیات
الیتاگتاگ ۲۴٫۷۶ کیلومترمربع مساحت و ۲۳٬۶۴۹ نفر جمعیت دارد.